# Padeh-ye Jān Morād
Padeh-ye Jān Morād (persiska: پده جان مراد) är en ort i Iran.   Den ligger i provinsen Khorasan, i den nordöstra delen av landet, 900 km öster om huvudstaden Teheran. Padeh-ye Jān Morād ligger 1 187 meter över havet och antalet invånare är 426.
Terrängen runt Padeh-ye Jān Morād är kuperad åt sydost, men åt nordväst är den platt.Runt Padeh-ye Jān Morād är det ganska glesbefolkat, med 35 invånare per kvadratkilometer. Närmaste större samhälle är Qosheh Tūt, 15,2 km nordost om Padeh-ye Jān Morād. Omgivningarna runt Padeh-ye Jān Morād är i huvudsak ett öppet busklandskap.